# Jóni Brandão
Joni Silva Brandão, nascido em 20 de novembro de 1989, é um ciclista português, profissional desde 2012, cuja última corrida foi disputada ao serviço da W52-FC Porto.
A 2 de maio de 2023 foi suspenso pela UCI por 6 anos devido a doping.

## Biografia
Em 2013, consegue o Campeonato de Portugal em estrada à frente de Tiago Machado, batendo-o ao sprint.

## Palmarés
- 2008
  - Clássica de Pascua
  - 5. ª etapa da Volta a Galiza
- 2010
  - 2.º da Volta a Portugal do Futuro
  - 3.º do Campeonato de Portugal em estrada esperanças
- 2011
  - Volta a Portugal do Futuro :
    - Classificação geral

  - 1.ª etapa
- 2012
  - 2.º do Grande Prêmio Abimota
- 2013
  -  Campeão de Portugal em estrada
- 2015
  - Volta ao Alto Támega :
    - Classificação geral

  - Prólogo (contrarrelógio por equipas)
  - 2.º do Campeonato de Portugal em estrada
  - 2.º da Volta a Portugal
- 2016
  - Volta da Cova da Beira :
    - Classificação geral

  - 3. ª etapa
  - 3.º da Volta de Castela e Leão
- 2018
  - 5. ª etapa do Grande Prémio Jornal de Notícias (contrarrelógio por equipas)
  - 2.º de Classica Aldeias do Xisto
  - 2.º do Campeonato de Portugal em estrada
  - 1.º da Volta a Portugal
  - 3.º da Volta da Cova da Beira
  - 3.º do Grande Prémio Jornal de Notícias
  - 3.º do Troféu Joaquim-Agostinho
- 2019
  - 3. ª etapa da Volta da Cova da Beira
  - Clássica Aldeias do Xisto
  - 2. ª etapa do Troféu O Jogo
  - 4.º, 5.º (contrarrelógio) e 6. ª etapas do Grande Prémio Jornal de Notícias
  - 2.º do Troféu O Jogo
  - 2.º do Grande Prémio Jornal de Notícias
  - 2.º da Volta a Portugal
  - 3.º da Volta da Cova da Beira

## Classificações mundiais
| Ano             | 2011   | 2012 | 2013  | 2014  | 2015  | 2016  | 2017  | 2018  |
| UCI Europe Tour | 1 087. | nc   | 291.º | 212.º | 113.º | 102.º | 1 118 | 122.º |